# Stanisław Brzozowski (Pantomime)
Stanisław Brzozowski (auch Stanislaw oder Staszek Brosowski; * 1938) ist ein polnischer Pantomime.

## Leben
In Polen begründete Brzozowski in den 1950er Jahren seine Laufbahn als Schüler im Ensemble von Henryk Tomaszewski, dem Gründer und Intendanten des Pantomimen-Theaters Breslau (Wrocławski Teatr Pantomimy), wo er zum Solisten aufstieg.
Ende der 1960er Jahre kehrte Brzozowski nach einer Tournee durch Westeuropa nicht nach Polen zurück und wurde in Schweden ansässig. Dort unterrichtete er seit 1970 zunächst an der Staatlichen Tanzhochschule Stockholm (danshögskolan) und seit Anfang 1993 an der staatlichen Schauspielschule (teaterhögskolan) eine dreijährige Hochschulausbildung, die Schauspieler mit Schwerpunkt Pantomime hervorbringt.
Dadurch, dass Brzozowski von Anfang an verfügte, dass nur nach der abgeschlossenen Ausbildung einer jeweiligen Klasse eine neue Aufnahmeprüfung stattfindet, ist das Studium an Stockholms mimlinje so intensiv wie exklusiv und brachte seit ihrer Einführung lediglich etwa 90 staatlich diplomierte Schauspieler-Pantomimen hervor.

## Wirkung
Die Eingliederung von Brzozowskis Pantomimenfakultät in die Schauspielschule war insofern schlüssig, als Brzozowski die Pantomime, die er lieber als Bewegungstheater bezeichnet, von jeher nicht als Nebenzweig des Tanzes, sondern als integralen Bestandteil des Ausdrucksvokabulars von Schauspielern ansieht. So hat die von Brzozowski gelehrte Körpersprache weniger mit den auf Stereo- und Archetypen basierenden Darstellungen der Zirkus- und Jahrmarktpantomimen oder von Marcel Marceau zu tun. Vielmehr lehrt er eine Grammatik des Körpers, die das Zusammenspiel jedes Teils des Bewegungsapparats im Wechselspiel mit der Umgebung analysiert und übt. Damit ist er, in der Tradition Henryk Tomaszewskis stehend, dem Altmeister der französischen Pantomime, Étienne Decroux, wesentlich näher als dessen berühmtem Schüler Marceau. Im Gegensatz zu Decroux verzichtet Brzozowski allerdings auf eine allzu große Abstraktion in der Darstellung.
Da seine Schüler zusätzlich zur Pantomime sowie Tanz und Akrobatik auch in klassischem Schauspiel und Stimmbildung unterrichtet werden, ist das Resultat auf der Bühne letztlich viel mehr realistisches stummes Spiel als Tanz. Es ist daher nur konsequent, dass zu seinen Schülern auch viele angesehene skandinavische Schauspieler wie Stellan Skarsgård oder Mats Bergman zählen. Außerdem ist Brzozowski immer wieder an Inszenierungen am Schwedischen Staatstheater Dramaten in Stockholm beteiligt, ebenso wie seinen Schülern erste Praktika in Stücken des Staatstheaters ermöglicht werden.